# Суперкубок Кыргызстана по футболу 2011
Суперку́бок Кыргызстана по футбо́лу 2011 — первый розыгрыш Суперкубка Кыргызстана, футбольного трофея, разыгрываемого между чемпионом и обладателем Кубка Кыргызстана предыдущего сезона. В данном розыгрыше встречались чемпион Кыргызстана 2010 года «Нефтчи» (Кочкор-Ата) и обладатель Кубка Кыргызстана 2010 года бишкекский «Дордой».
Матч прошёл в субботу 9 апреля 2011 года на нейтральном поле стадиона «Центральный» в Канте. Счёт в игре открыл в первом тайме игрок «Дордоя» Вадим Харченко, но в конце основного времени узбекистанскому форварду «Нефтчи» Павлу Павлову удалось сравнять счёт и перевести игру в овертайм. Во втором дополнительном тайме капитан «Нефтчи» Евгений Пилипас реализовал пенальти, назначенный за игру рукой дордоевца Артёма Муладжанова. «Нефтчи» довёл игру до победы и стал первым в истории обладателем трофея.

## Подробности
| 9 апреля 2011 15:30 (UTC+6)                 | \| Нефтчи \| 2:1 (д.в.) Отчёт \| Дордой \| \| Павел Павлов 83′ · Евгений Пилипас ? (пен.) \| Голы \| Вадим Харченко 18′ \| | «Центральный», Кант Судья: Сергей Кравченко |
| Нефтчи                                      | 2:1 (д.в.) Отчёт | Дордой                                      |
| Павел Павлов 83′ · Евгений Пилипас ? (пен.) | Голы | Вадим Харченко 18′                          |